# Hirata Atsutane
Hirata Atsutane (平田 篤胤 (Bình Điền Đốc Dận)) là một học giả người Nhật, được xếp hạng là một trong Bốn người vĩ đại của Kokugaku (người theo chủ nghĩa tự nhiên), và là một trong những nhà thần học quan trọng nhất của tôn giáo Thần đạo. Tên văn học của ông là Ibukinoya.

## Mộ Hirata Atsutane

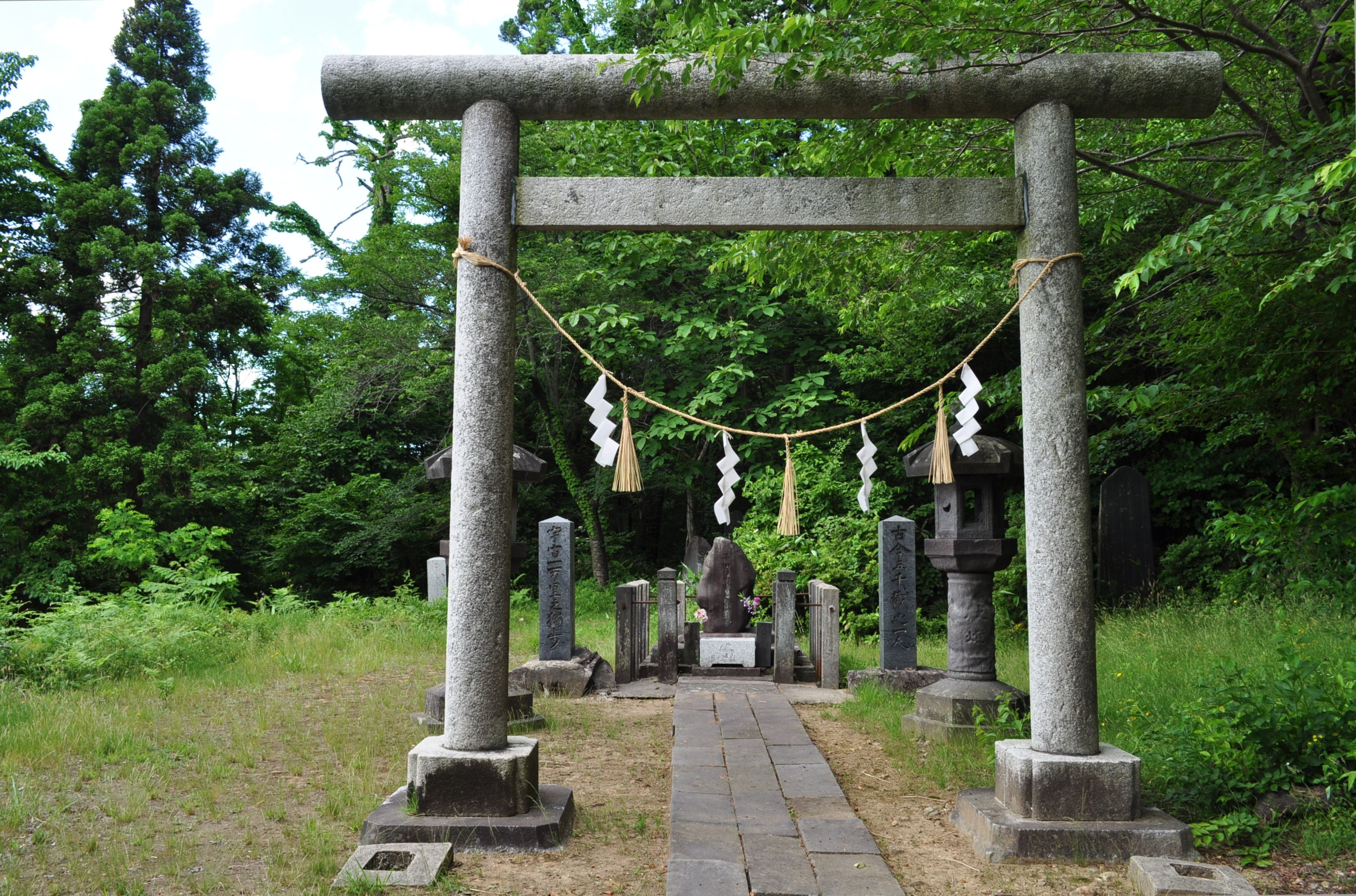
Hình ảnh mộ Hirata Atsutane

Hirata mất tại nhà riêng ở Nakakame-cho, Akita vào năm 1843 và theo quy định của di chúc, được chôn cất trên một sườn đồi trong thành phố.39°43′43″B 140°08′14″Đ / 39,72863931°B 140,1372221°Đ Bia mộ là một hòn đá tự nhiên được ghi đơn giản với tên của ông, được bao quanh bởi một hàng rào đá và một cổng torii bằng đá được đặt ở lối vào. Ngôi mộ được chỉ định là Di tích lịch sử quốc gia của Nhật Bản vào năm 1934.